# معهد بحوث الصرف (مصر)
معهد بحوث الصرف هو أحد المعاهد التابعة للمركز القومي لبحوث المياه بمصر، ويقع بمنطقة القناطر الخيرية. حيث تم إنشاء المعهد ليقوم بالأبحاث التطبيقية والدراسات في إطار المساهمة في الخطة القومية لتطوير وتحسين صرف الأراضي الزراعية في مصر والوصول إلى أنظمة صرف اقتصادية.